# Országépítő (folyóirat)

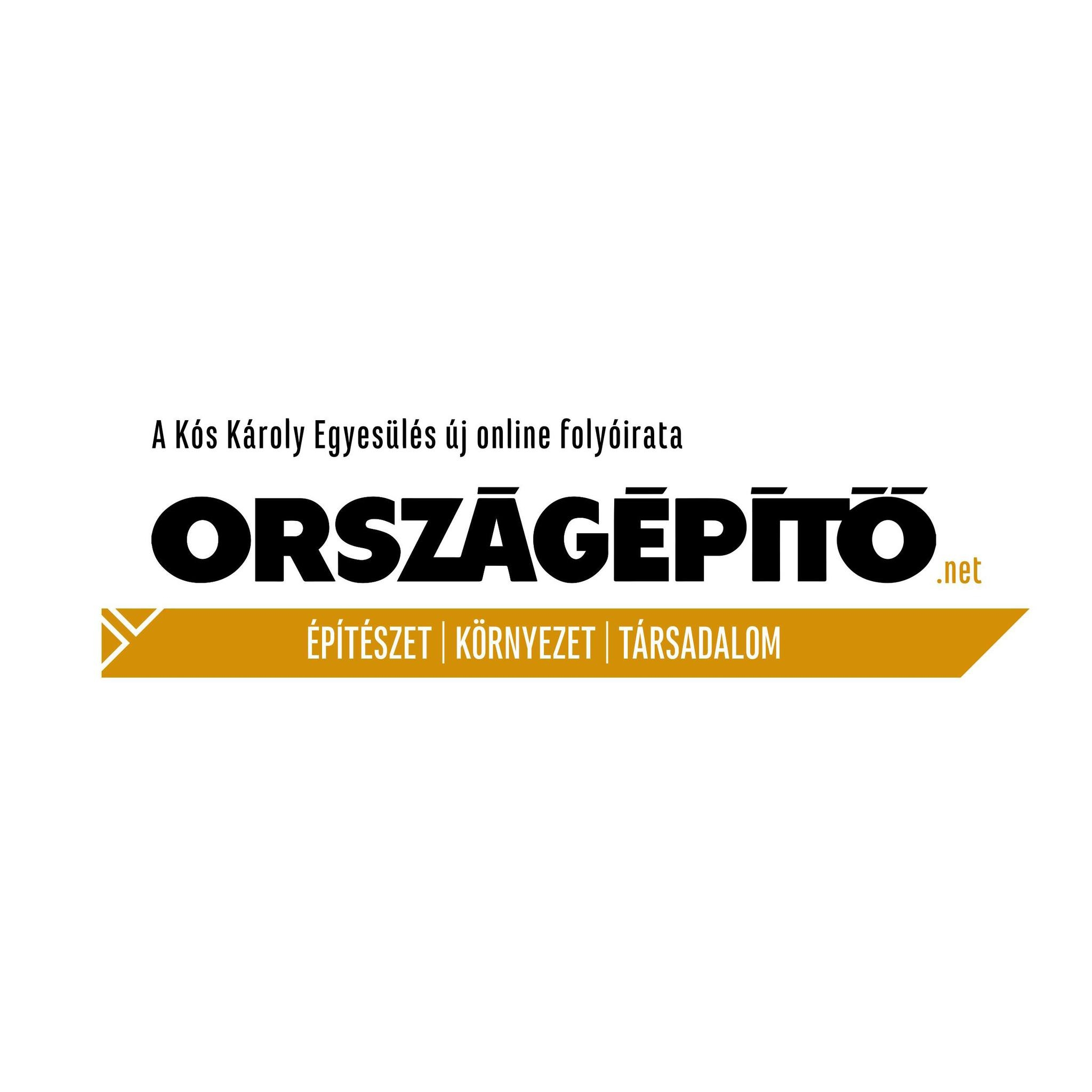
Országépítő

## Története

### Előzményei
A folyóirat célja, hogy a magyar organikus építészet és a szerves, holisztikus, vertikális gondolkodás különféle területeiről származó eredmények bemutatása. Témái közé tartoznak többek között a magyar kultúrtörténet jelentős, de kevéssé ismert eredményei, a szerves építészet nemzetközi eseményei, korunk történelmének szellemtudományos értelmezése, a környezet problémáinak átfogó megközelítése. A folyóirat mellékletei alkalmanként egy-egy téma bővebb kifejtésére, a témához illő forma alkalmazására adnak lehetőséget.

### Elindulása
Az ORSZÁGÉPÍTŐ folyóiratot 1989-ben alapította Makovecz Imre és a Kós Károly Egyesülés, első száma 1990 nyarán jelent meg. Kiadója az Egyesülés nevében a Kós Károly Alapítvány. Felelős kiadói Dévényi Sándor és Zsigmond László, az Egyesülés igazgatói. A lap negyed évenként jelenik meg, körülbelül 64 oldalas terjedelemben 1000 példányszámban.

### Jelene

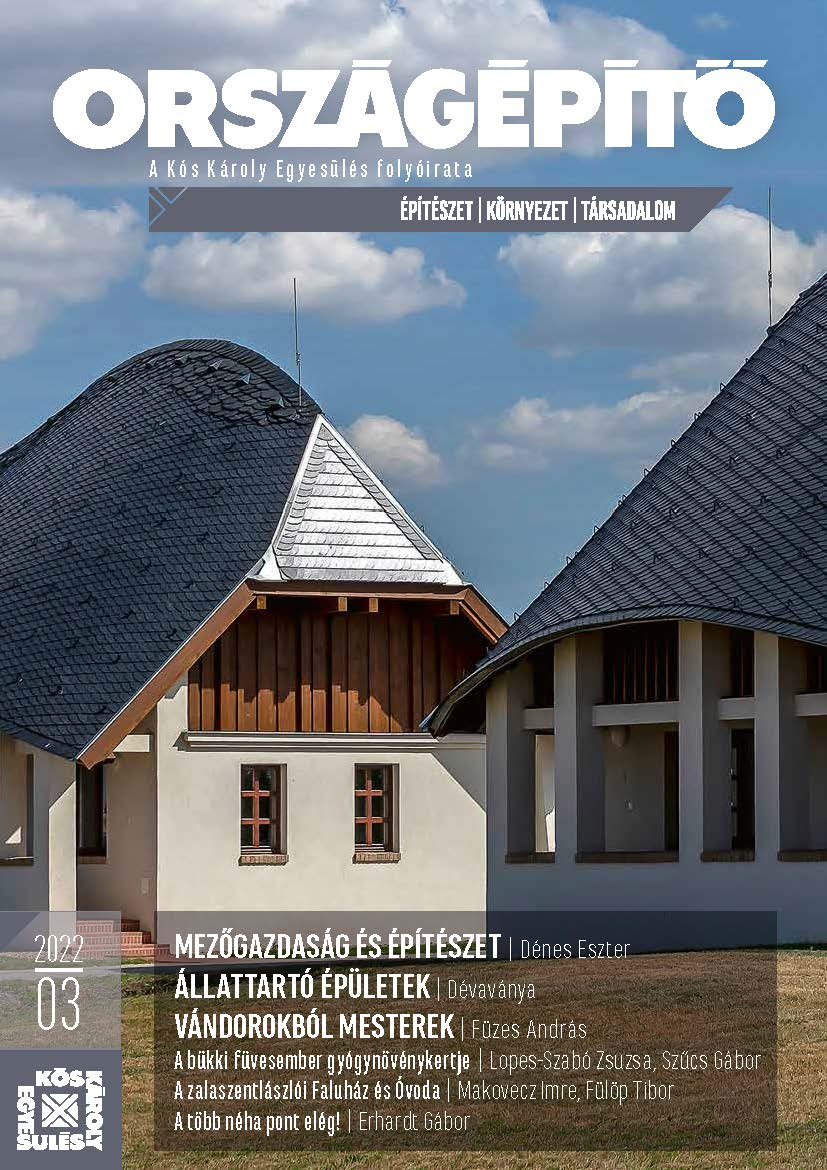
Az Országépítő 2022 évi 3. lapjának címlapja

A folyóirat címében található területek - ÉPÍTÉSZET, KÖRNYEZET, TÁRSADALOM - az építészeti munkálkodás mellett a közösségeket érintő kérdések, gondolatok, kísérletek bemutatását jelentik. A szerkesztőség által példaértékűnek tartott történetek is bemutatásra kerülnek, így a folyóirat a szemléleti módot, gondolkodást is képviseli a művészeti terület elméleti síkján túl, a közösségek számára hasznosítható módon.
A lap célja a hazai és külföldi kortárs organikus építészeti, tájépítészeti alkotások elemző bemutatása, valamint a hozzájuk tartozó környezeti és társadalmi kérdések bemutatása. Továbbá kiemelt cél az egykori alapító, Makovecz Imre építészeti és szellemi örökségének gondozása.
Az Országépítő folyóirat az EBSCO Publishing, angol nyelvterületen az egyik legjelentősebb információ- és dokumentum-szolgáltató cég rendszerében jegyzett. Az Interneten elérhető online adatbázis-szolgáltatása keretében több ezer időszaki kiadványt, jobbára különféle elméleti és gyakorlati tudományok vezető szakfolyóiratait teszi digitalizált változatban hozzáférhetővé felhasználói számára. 

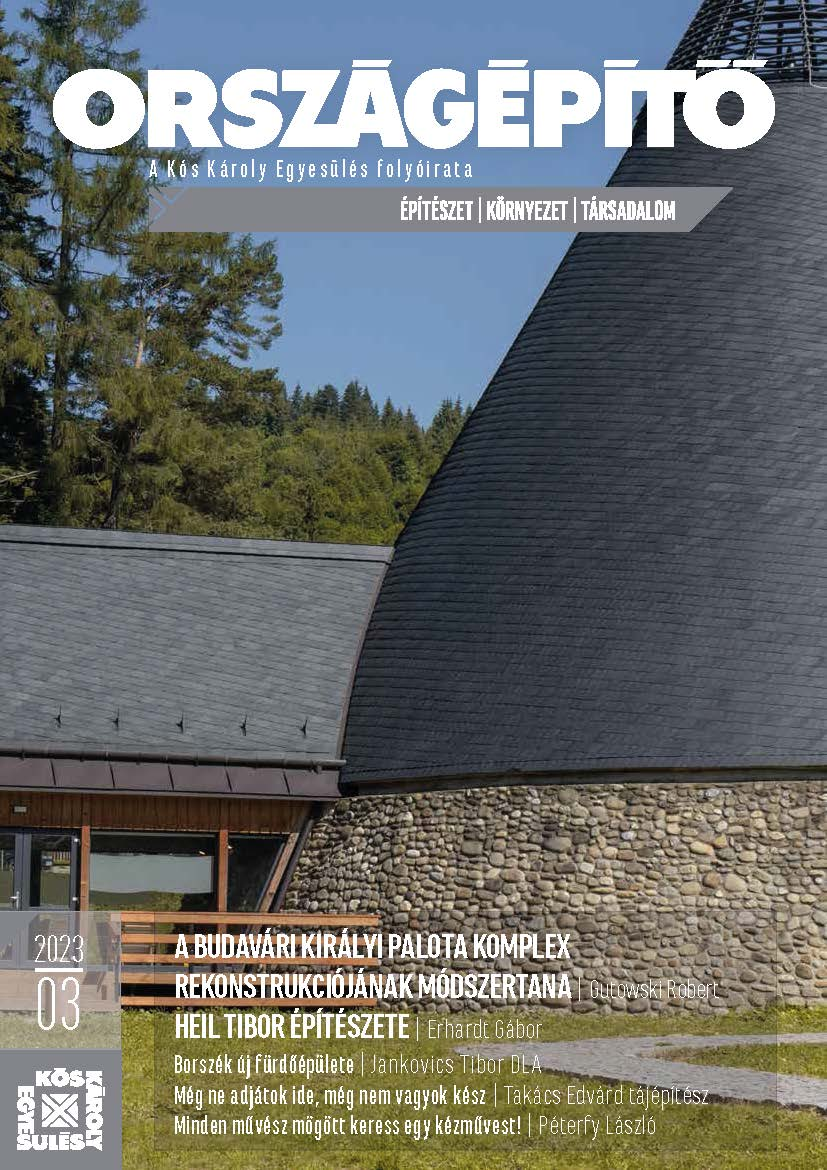
Az Országépítő 2023 évi 3. lapjának címlapja

## Munkatársak (folyóirat)

### Főszerkesztő
1990-2011. Makovecz Imre
2013-          Dévényi Sándor

### Felelős szerkesztő
1990-2010 Gerle János
2010-2012 Kőszeghy Attila
2013-2020 Dénes Eszter
2021-         Csóka Balázs DLA
A lap összeállítását 2013-tól építészekből, tájépítészekből álló szerkesztőbizottság segíti.

### A folyóirat szerkesztőbizottsága 2023. évben
Dévényi Sándor Kossuth- és Ybl díjas építész, főszerkesztő
Csóka Balázs DLA, Icomos- és Pro Architectura- díjas építész, felelős szerkesztő
Turi Attila Kossuth- és Ybl-díjas építész
Jánosi János Ybl-díjas építész

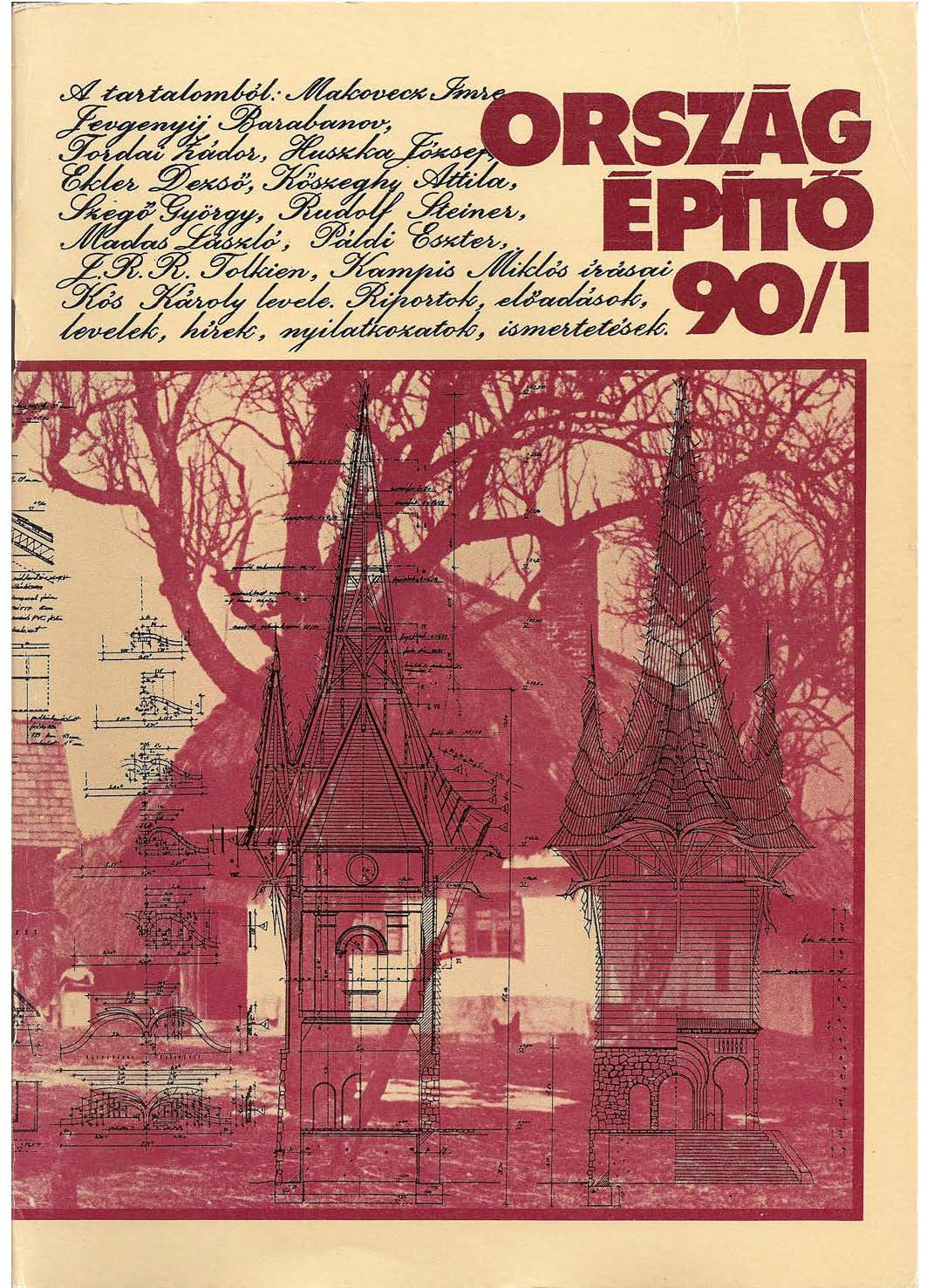
Az Országépítő 1990 évi 1. lapjának címlapja

Dénes Eszter Pro Architectura-díjas építész
Erhardt Gábor Ybl-díjas építész
Terdik Bálint Pro Architectura-díjas építész
Kuli László Pro Architectura-díjas építész
Tóth Péter Pro Architectura-díjas építész
Titkár: Schäffer Zsuzsa

## Előfizetés
Az előfizetés egy naptári évre, négy lapszámra szól. A lapszámokat a megjelenésükkor küldik el előfizetőiknek, a postai költséget az előfizetési díj tartalmazza. Az év közben előfizetők számára a már megjelent lapokat utólag megküldik, ebben az esetben viszont felszámítják a postaköltséget.
```
ÉPÍTÉSZET, KÖRNYEZET, TÁRSADALOM
```

## Weboldal
Az orszagepito.net az Országépítő folyóirathoz köthető, de attól eltérő, folyamatosan frissülő tartalmat szolgáltató magazin struktúrájú weboldal. Az eltérő tartalom a hangsúlyos önálló cikkek és épületbemutatások mellett az építészet és a szerves építészet mindennapjaihoz (Vándoriskola, Egyesülés, Országos Főépítészi Kollégium, hazai és nemzetközi építészeti áramlatok, események) híreket, közleményeket és építészeti tartalmakat, illetve az Országépítő folyóiratból kiemelt, kibővített tartalmú cikkeket jelent. A honlap videó és podcast anyagaiért a Zajti Ferenc által irányított média csoport felel. Rendszeresen megjelenő anyagaikban a szerves építészet körében a kiemelkedő eseményeket dolgozzák fel. Épületátadásokról, konferenciákról, díjátadásokról, kiállításmegnyitókról tudósítanak. Podcastjeikben hosszabb beszélgetések, témák feldolgozásával elmélyültebb, több szereplős eszmecserék prezentálásával erősítik a hazai élő építészet jelenlétét.

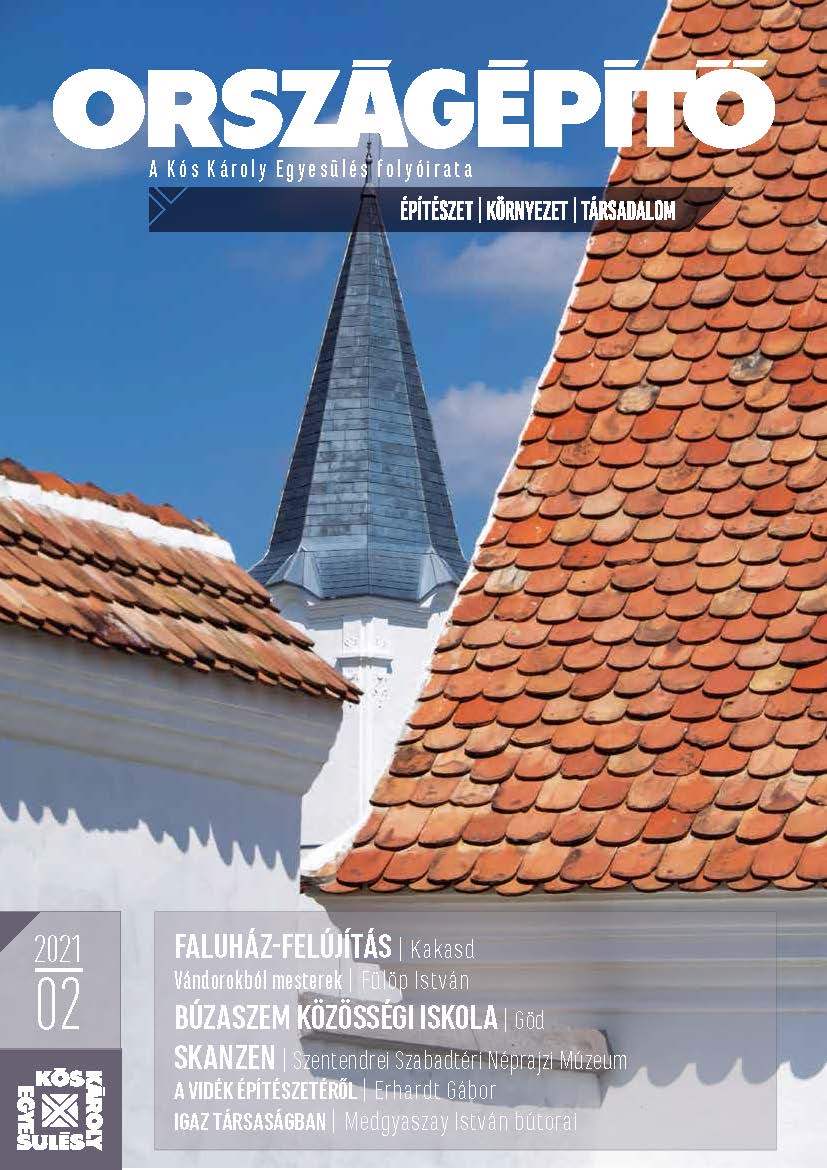
Az Országépítő 2021 évi 2. lapjának címlapja

## Munkatársak (weboldal)

### Főszerkesztő
2016-          Erhardt Gábor

### Szerkesztőség
Erhardt Anna
Harmath-Gyetvay Enikő
Schäffer Zsuzsa

## Díjak, elismerések

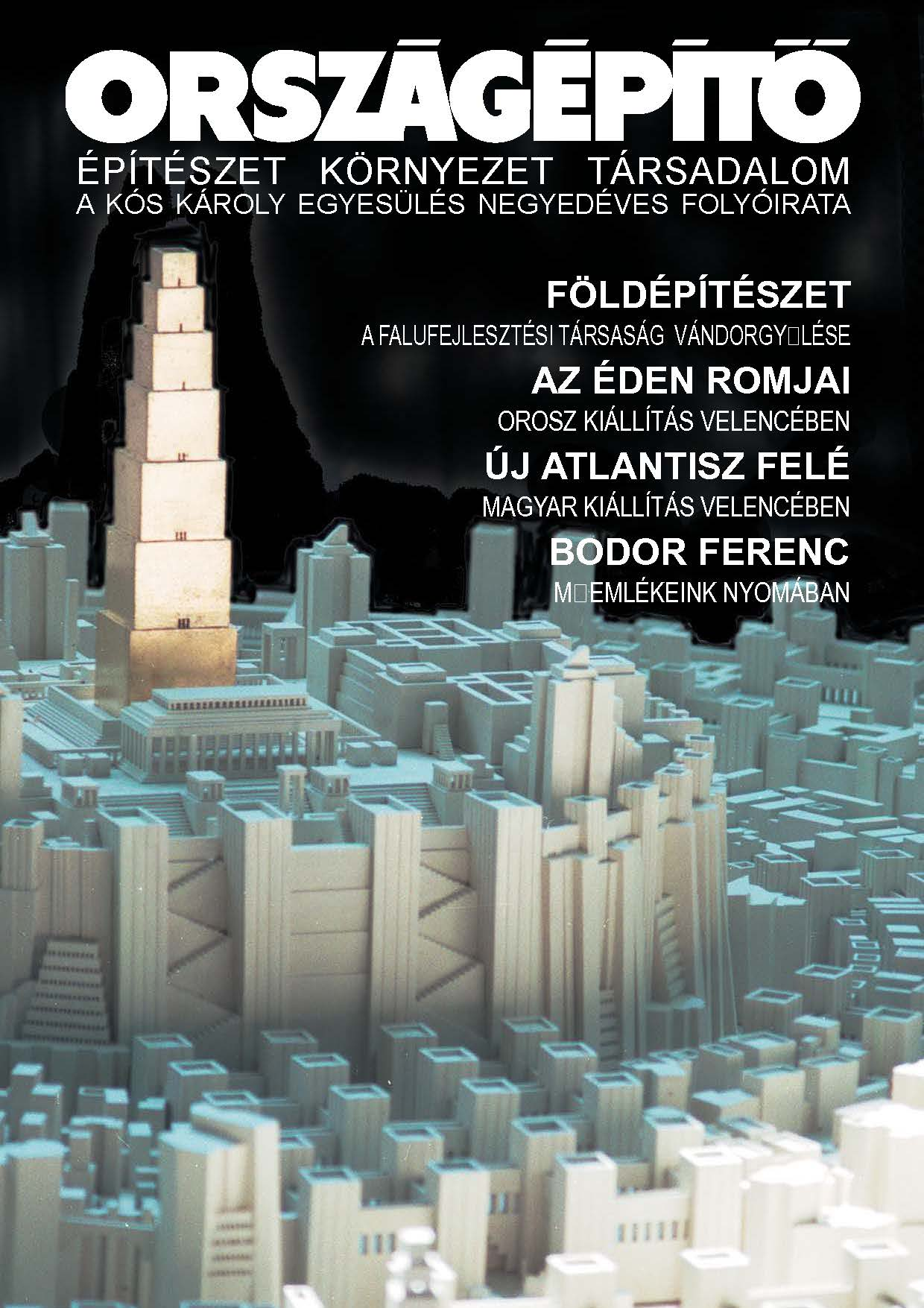
Az Országépítő 2000 évi 1. lapjának címlapja

2016. Pro Architectura díj Dénes Eszter felelős szerkesztőnek

részlet a méltatásból:
„Kiemelkedő munkát végez Dévényi Sándorral és a szerkesztőbizottsággal a negyedszázados múltra visszatekintő Országépítő újságban nagy energiát fektetve annak megújításába.”
2020     Ezüst Ácsceruza díj Dénes Eszter felelős szerkesztőnek

részlet a méltatásból:
„Az Országépítő folyóirat felelős szerkesztőjeként otthonosan mozog a szerves építészet izgalmas és magával ragadó világában de nyitottan, szeretettel és értőn fordul a modernista építészeti irányzat képviselői felé is. Folyamatosan publikál, építészeti témájú írásai jelennek meg a hazai építészeti folyóiratokban, a nyomtatott és a digitális sajtóban egyaránt.”